# Мон Лорје (Квебек)
Мон Лорје (фр. Mont-Laurier) је град у Канади у покрајини Квебек. Према резултатима пописа 2011. у граду је живело 13.779 становника.

## Становништво
Према резултатима пописа становништва из 2011. у граду је живело 13.779 становника, што је за 2,8% више у односу на попис из 2006. када је регистровано 13.405 житеља.
| 2006.  | 2011.  |
| ------ | ------ |
| 13.405 | 13.779 |